# Жељко Нинчић
Жељко Нинчић (Поклечани, 3. мај 1959) југословенски је и српски филмски и позоришни глумац.

## Биографија
Најзначајнији период детињства и одрастања, провео у Лиштици - Широки Бријег, гдје је завршио гимназију, у којој се и почео бавити глумом, (средњошколско такмичење »Највеселији разред«, где је сам писао и глумио). У то доба 2 најзначајније личности, које су утицале на њега су Чарли Чаплин и Миодраг Петровић Чкаља. У Сарајеву је конкурисао 1982/83 школске године, на Академију сценских уметности, где је и примљен у класи проф. Емира Кустурице, те исту завршио 1987. год.
Најзначајније његове вежбе на Академији су биле: »Записи из подземља« - Фјодор Достојевски у сопственој адаптацији, »Давор Стевановић« -пријемни Аудиција и по сопственој идеји и тексту, улога »Камија« у дипломској представи »Буба у уху« Фејдо ..., »Пастор Мандерс« из »Сабласти« -Ибзен итд. u време студирања глумио је у два играна филма-улога »Мексиканац« у »Стратегији швраке«, З. Лаванића и у филму »Живот радника« улога »Цигре« код М. Мандића. Такође 2 ТВ серије »Нотна сваштара« (Тимоти Бајфорд), и »Мак и Зак« - Д. Марјановић.
Један је од аутора и твораца представе »Аудиција« са ликом Давор Стевановић, као и идејни творац и аутор »Нове аудиције«, са својим колегама, аутор »Најновија аудиција - Жељко Нинчић« ( »Прими ме«) и »Супер Нова Аудиција 007 «.

## Улоге
|                   | 1980 ▼ | 1990 ▼ | 2000 ▼ | Укупно |
| ----------------- | ------ | ------ | ------ | ------ |
| Дугометражни филм | 3      | 0      | 0      | 3      |
| ТВ филм           | 2      | 1      | 0      | 3      |
| ТВ серија         | 1      | 1      | 1      | 3      |
| ТВ мини серија    | 0      | 0      | 1      | 1      |
| Укупно            | 6      | 2      | 2      | 10     |

## Филмографија[1]
| Год.     | Назив                         | Улога \|- style="background: Lavender; text-align:center; " | 1980.-те_ | 1980.-те_ | 1980.-те_ | 1980.-те_ |
| 1983.    | Ватрогасац (ТВ филм)          | Раденко                                                     |           |           |           |           |
| 1985.    | Аудиција (ТВ филм)            | Давор Стевановић                                            |           |           |           |           |
| 1986.    | Мак и Зак                     | Зак                                                         |           |           |           |           |
| 1987.    | Живот радника                 | /                                                           |           |           |           |           |
| 1987.    | Стратегија швраке             | /                                                           |           |           |           |           |
| 1989.    | Хајде да се волимо 2          | Ватрогасац 2                                                |           |           |           |           |
| 1990.-те |                               |                                                             |           |           |           |           |
| 1990.    | Стратегија швраке (ТВ серија) | /                                                           |           |           |           |           |
| 1991.    | Нова аудиција (ТВ филм)\|     | Маринко Ћутук                                               |           |           |           |           |
| 2000.-те |                               |                                                             |           |           |           |           |
| 2007.    | Наша мала клиника             | Надин муж                                                   |           |           |           |           |
| 2007.    | Доевропљани                   | /                                                           |           |           |           |           |

## Редитељ
| Год.  | Назив         | Улога \|- style="background: Lavender; text-align:center; " | 2000.-те_ | 2000.-те_ | 2000.-те_ | 2000.-те_ |
| 2000. | Аудиција 2000 | /                                                           |           |           |           |           |

## Сценариста
| Год.  | Назив       | Улога \|- style="background: Lavender; text-align:center; " | 2000.-те_ | 2000.-те_ | 2000.-те_ | 2000.-те_ |
| 2007. | Доевропљани | /                                                           |           |           |           |           |